# Объединённое народное движение
Объединённое народное движение (англ. United People's Movement) — политическая партия в Намибии. Лидер партии Виллем Бисмарк ван Вик.

## История
Объединённое народное движение было образовано в марте 2010 года в городе Рехобот. Главой партии был избран Виллем Бисмарк ван Вик, его заместителем стал Пит Джуниус. Партия, официально зарегистрированная в Избирательной комиссии Намибии в июле 2010 года. Изначально партия называлась «Движение единства Намибии», но в августе 2010 года партия изменила свое название на «Объединённое народное движение». В ноябре 2010 года партия приняла участие в региональных выборах и получила два места в  совете Рехобота и 1 место в муниципалитете Окаханджа. Несмотря на финансовые трудности и другие проблемы Объединённое народное движение в марте 2015 года получило одно место Национальной ассамблее Намибии. 